# Calle Själin
Calle Själin, född 2 september 1999 i Östersund, är en svensk professionell ishockeyspelare. Han är yngre bror till ishockeyspelaren Pontus Själin.